# 大正処女御伽話
『大正処女御伽話』（タイシャウヲトメ おとぎばなし）は、桐丘さなによる日本の漫画作品。『ジャンプSQ.19』（集英社）Vol.18に読み切りとして掲載された後、『ジャンプスクエア』（集英社）にて2015年8月号から2017年10月号まで連載された。続編となる『昭和オトメ御伽話』（ショウワオトメおとぎばなし）は『少年ジャンプ+』（集英社）にて2018年8月21日より2020年5月12日まで連載された。最終話は25万閲覧、2300コメントを突破し、Twitterでもトレンド入りを果たした。スピンオフとなる『大正処女御伽話-厭世家ノ食卓-』（タイシャウヲトメおとぎばなし ペシミストノショクタク）が『少年ジャンプ+』（集英社）にて2021年7月23日より連載されていた。
『大正オトメ御伽話』（タイシャウオトメおとぎばなし）のタイトルで、2021年10月から12月までテレビ東京ほかにて放送された。

## 物語

### 『大正処女御伽話』の物語
大正10年（1921年）の冬、交通事故がもとで実母と利き手である右手の自由、父の期待を失った"羅刹の一族"志磨家の次男・珠彦は、千葉の上遠野村（架空、アニメでは現・千葉県佐倉市付近）にある別荘を自宅として与えられ、養生という名目で厄介払いされていた。世の中の全てに嫌気がさし、引き籠もりの厭世家（ペシミスト）となり果てている珠彦のもとに、ユヅこと夕月（ゆづき）という少女がやってくる。彼女は父が珠彦の世話をさせるために金で買った嫁であった。珠彦は夕月を迎え入れはするものの、それは彼女が路頭に迷わないためで世話をされるつもりはなかったが、共に暮らす内に珠彦は夕月に心を許し始め、仲睦まじく生活を送っていく。
大正11年の始夏、珠彦の妹・珠子が家出をして珠彦のもとへやってくる。2人に悪態をつく珠子だが、珠彦が菩薩と表現するほどの夕月の優しさに触れ、夕月を「ユヅ姉様」と慕うまでに変貌する。過労のため倒れた夕月の看病をした珠子は医者を目指すことを決め、兄との確執も解消して医者である叔父・珠介のいる神戸へと旅立っていった。
9月になり、誕生日を初めて祝われたことに珠彦が感動していると、自宅に侵入してきた村の少女・綾（りょう）と出くわし、夕月から贈られたばかりの栞と財布を盗まれてしまう。珠彦は栞を取り返すべく麓の村まで行き綾と会うが、上手くかわされて取り返すことができなかった。その翌朝、栞を持って自宅に現れた綾は夕月に嘘を吹き込むが、夕月が最も傷付いたのは、珠彦に贈った栞を綾の匂いが付くほど彼女が持っていたことだった。夕月は手元に戻ってきた栞を破り捨て、綾との一件を水に流したというが、珠彦はどうにも腑に落ちない。そんな折、誕生日を祝う珠子の電話によって栞に込められた夕月の想いに気付いた珠彦は、夕月から本音を引き出してわだかまりを解消することができた。
大正12年になると綾との関係も改善され、珠彦は夕月を幸せにするため前向きに生きることを決めると、父に学校に通いたいという旨の手紙を送るようになる。夏頃、夕月の親友で文通を続けている美鳥が妊娠し、結婚するために東京から九州へと移り住むことを知らされる。再会できる最後の機会かもしれないと夕月を送り出した珠彦だが、彼女が帰ってくる予定日であり、珠彦の誕生日でもある9月1日、関東大震災が起きる。
夕月の身を案じる珠彦は最悪の事態ばかり考えてしまい、崩壊を免れた家に閉じこもって1人すすり泣くが、夕月が用意していた手紙や手作りのマフラーとキャラメルを見つけると、気力と希望を取り戻す。綾と共に珠彦が東京に到着すると、珠介と共に怪我人治療にあたる珠子と再会する。地獄のような光景の中、珠子と協力してやっとの思いで見つけた夕月は美鳥を瓦礫から庇って頭を打ち、昏睡状態にあった。珠介のいる東京駅に運び込み治療を施しても眠り続ける夕月だったが、珠彦の必死の呼び掛けに応じるかのように目を覚ます。夕月の無事を喜んだのも束の間、珠介を頼って珠彦の父・珠義と姉・珠代が現れ、兄・珠樹が重傷を負ったから治療しに来いというが、叔父は知り合いの医者を紹介して2人を追い返す。
珠彦と夕月が千葉の自宅へ戻ると、側近より珠義が学校への編入を許可したと知らされる。厳しい条件をクリアした珠彦は10月から同日に編入した白鳥策と共に学校へ通うことになるが、12月に兄が亡くなったという訃報が届く。葬式で再会した父や弟・珠央の温和な態度に珠彦が違和感を覚えつつ帰路についていた頃、自宅では夕月を誰かが訪問していた。
大晦日の夜、誕生日を迎えた夕月にプレゼントとプロポーズの言葉を贈った珠彦だが、翌朝の自宅に夕月の姿はなく、気がつけば丸二日が経過していた。新年の挨拶をしにきた綾から心当たりを聞き出すと、失踪の原因が珠代の訪問であることが判明する。激怒した珠彦が志磨家の屋敷にいる珠代に会いに行くと、夕月の母が身篭っている事を利用して夕月を脅迫したこと、兄が死んだことで自分が次期当主とされていることを知らされる。父の温和な態度も嘘偽りだと気付いた珠彦は志磨家との関係を絶つことを決意すると、弟・珠央の世話係にされている夕月を発見し、自分の幸せを第一に考えろと説得する。しかし夕月は、母のお腹にいる子供を見殺しにできないこと、そもそも珠彦をわざと傷付ける形で姿を消した自分に結ばれる資格はないと拒絶してきた。珠彦は夕月がいない世界に絶望し果物ナイフを手に取ると、自分の死を望んでいた珠央にナイフを握らせ、自分を殺すように満面の笑顔で迫る。珠彦の喉にナイフが突き刺さる寸前、怖気づいた珠央が叫ぶと同時に飛び出してきた夕月がナイフを払い落とし、母よりも珠彦の方が大切だという本心を吐き出す。
その場に現れた珠義は志磨家との決別を宣言する珠彦をなんとか留まらせようとするが、珠彦は夕月を買った金額と同じ借用書をその場で書き上げると、必ず返済することを約束して屋敷から去っていく。珠彦と夕月はすぐに夕月の故郷である岩手へ向かって彼女の両親と会い、結婚する決意を伝えると共に、志磨家と決別した経緯を説明する。最初は珠彦のことを警戒していた夕月の母親も珠彦を信頼できる人間だと認め、2人の結婚を祝福する。2人は友人達が待つ神戸へ移り、新たな生活へ向けて歩み始めた。
1年後、尋常小学校の教師となった珠彦とは夕月と共に珠子のサプライズでささやかながらも結婚式を行い、集った友人達と幸せを噛みしめる。

### 『昭和オトメ御伽話』の物語
昭和3年（1928年）、神戸で孤独な日々を送る志磨仁太郎にとって、隣に住まう華族の娘黒咲常世との触れ合いだけが心の癒しだった。しかし、彼女に酷い仕打ちを行う常世の継母の所業に耐えかね、刀を持ち出して常世を連れ出したことで警察沙汰となり、東京の親戚の家へと養子に出されてしまう。
3年後の昭和6年。常世が仁太郎との思い出を心の支えに継母と弟からの仕打ちに耐えていたある日、仁太郎が突然目の前に現れる。歓喜する常世だが仁太郎の態度は冷たく、以前とはまるで別人のようだった。常世は悲しむものの、同時に自分も強く変わらなければならないと決意する。奮起して住み込みの仕事を探し始める常世だが、不況のため碌に見つけることができず橋で呆けていると、眺めていた仁太郎とのツーショット写真が風に飛ばされてしまい、それを追って川に落ちてしまう。幸いにも偶然居合わせた仁太郎や珠子によって助けられた常世は、自身を突き放す仁太郎に対し「絶対に信じる」という想いを告げる。
6月1日。仁太郎が風邪を引いたことをリゼという少女から知った常世は、看病のために珠子を連れて仁太郎が住処とする志磨キネマを訪れ、珠子も仁太郎と同じ志磨家の人間であったことを知る。常世とリゼによる甲斐甲斐しい看病によって快復した仁太郎は珠子に求婚するが、軽くあしらわれてしまった。
ある日、常世が彼女の弟である雄一に虐げられている様子を見た仁太郎は、駆けつけた継母の相変わらずの様子に辟易し、常世を志磨キネマへと連れ帰りしばらく共に暮らすことを決める。2人の同棲を知ったリゼが押しかけてきた日の夜、彼女から東京での仁太郎の様子を聞いた常世は、意を決して東京で何があったのかを聞き出す。
仁太郎を養子として迎え入れた親戚とは、志磨財閥の当主となった志磨珠代だった。彼女は心優しい養母として振舞うが、真の目的は自分と同類として見初めた仁太郎に、自分への殺意を抱かせ傷つけさせることで彼を縛り付けることであり、その目論見は成功してしまう。自身の本性が珠代と同じ羅刹であると思い至った仁太郎は、成長した常世の様子を一目見て死ぬつもりで神戸に戻ってきたという。
話を聞き終えた常世は仁太郎が孤独に死ぬことを認めず、仁太郎が死ぬなら自分も死ぬと言って譲らない。仁太郎はいつか常世さえも傷つけてしまうのではと怯えるが、鬼気迫る常世の説得を受け入れ、彼女と共に生きる事を決める。新しい生活を送るにあたり、家事が苦手な常世が珠子に助けを求めると、夕月を紹介されて花嫁修業を受けることになる。常世の腕前は順調に上達し、3か月ほど経った11月には免許皆伝を言い渡されるまでに上達していた。
常世の誕生日前日である11月10日、帰宅した仁太郎の前に珠代が現れる。珠代は仁太郎と珠子を夫婦にすることで志磨家を再興すると語り、常世を人質にしていることを明かす。常世を監禁している屋敷で仁太郎と珠子を待つ珠代だが、現れたのは刀を持った仁太郎ただ1人だった。仁太郎が常世を連れて屋敷から逃げ出すと、金で雇われた追っ手が迫ってくる。先回りした珠代によって志磨キネマが燃やされる様を目撃し、完全に逃げ場を失った2人は、遺書を残し橋の淵から川を見下ろしていた。
警察で珠代が虚偽の証言をしていると、そこに仁太郎の遺書を持った珠子がやってくる。遺書を読んだ珠代は仁太郎が死を選んだ理由を理解できないまま、彼が用意していた証拠によって警察に逮捕される。
昭和7年1月。狂言自殺によって珠代を欺くことに成功した仁太郎と常世は、有馬の温泉街で働いていた。2人はある日、亡くなった夫が仁太郎にそっくりだという老婆を助けたことで、古びた民宿を譲り受けることになる。仁太郎は民宿を始めるだけでなく、そこに常世が幼い頃に夢見たパーラーを設けることを提案し、2人は衝突しながらも開店に向けて準備を進めていく。しかし、体調を崩して常世が倒れてしまったため、開店予定であった4月になっても民宿とパーラーを開くことはできないでいた。そんな折、常世が喀血してしまい、結核による肺炎を患っていることが発覚する。常世は近くの山の中にある小屋に隔離されることを選び、2人の闘病生活が始まった。
昭和9年4月。民宿とパーラーの経営は軌道に乗り、仁太郎は裏方と常世の看病に専念する生活を送っていたが、常世の容態は改善する兆しが見えなかった。常世は絶望感から自殺を考えるまでになっていたが、仁太郎の説得で再び希望を抱くようになる。9月になり徴兵検査を受け甲種合格となった仁太郎は、2年の兵役を課される前に常世と正式に結婚することを決めると、常世の誕生日である11月11日にささやかな結婚式を挙げ、翌年に兵役に就きに行った。
昭和17年。未だ兵役から帰ってこない仁太郎を待っていた常世のもとに、血で染まった仁太郎の認識票と遺書、小さな骨の欠片が届けられる。翌年の4月、仁太郎の葬式を挙げた常世は劇薬による自殺を図るが、事前に砂糖水とすり替えられており失敗に終わると、それを仁太郎からの生きてほしいというメッセージだと受け取り、1人で前向きに生きていく覚悟を決める。
昭和21年。再び弱音を吐き涙を流していた常世の前に、生き延びていた仁太郎が姿を現した。

## 登場人物
年齢は全て数え年。声の項はテレビアニメ版の声優。

### 『大正処女御伽話』の登場人物

#### 主要人物
志磨 珠彦（しま たまひこ）
（志磨珠彦 → 立花珠彦）
声 - 小林裕介
明治38年9月1日生まれ。身ノ長五尺九寸→六尺（177センチメートルほど→180センチメートルほど。なお、志磨家の者は男女を問わず高身長）。志磨家の次男（第三子）。南瓜とトマトが苦手 切れ長の目をしている美青年 であり近眼。 大正9年に交通事故に遭い、母・透子（とうこ）の命と利き手（右肘より先）の自由、父の期待を失う。一人称は僕。17歳（第1話時点）。夕月のことは専らユヅと呼んでいる。
厄介払いとして与えられた千葉の田舎の山中にある別荘を終の棲家とし、厭世家（ペシミスト）としてひっそりと死んでいくつもりだったが、夕月との同棲生活の中で少しずつ生きる希望を取り戻していく。同時に、彼女の優しさや明るさに触れれば触れるほど己の存在価値について深く思い悩むが、いつしか彼女に心惹かれていき、本当の妻として側にいてほしいと思うようになる。
人付き合いこそ苦手なものの心優しい性格で、出会った直後から外套を脱いで寒そうにしていた夕月に自らが羽織っていた半纏を掛けるなど夕月の身を案じている。また、いざと言うときの行動力や決断力には目を見張るものがある。特に夕月が絡んだ場合が顕著で、夕月を探すため綾と共に徒歩で東京に向かった際には足の豆が潰れて破傷風を心配される状態になるまで歩き続け、また、姉珠代の策略により夕月が書き置きを残し、自らの元を去った際には、志磨家から夕月を取り戻すためならば自身の命すら危険に晒すことすら厭わないほど。そのため、珠央からは「珠代よりも父さんよりも怖い」と思われ、珠代からは「目的の為なら何だってする」「珠樹兄様より次期当主の器を持っている」と評価されている。
学問に秀でており、綾の弟達や村の子供達に勉強を教えたこともある。母・透子から幼少期に短期間であるがオルガンを教わっており、少々ではあるが弾くことができる。利き手でない左手での生活を強いられているが書きものに関しては右手と遜色ないと評す一方で絵画は不得手である。引きこもっていた為体力も当初はなく、先述の事故により右腕が使えない為力仕事は出来ないが、運動神経が悪いわけではなく、時折俊足を見せる。
最終的に志磨家を離れる。尋常小学校教諭となり、夕月と結婚後は同僚からの飲みの誘いには目もくれず、彼女が勤務する喫茶店に入り浸って一緒に帰宅している。続編の昭和オトメ御伽話では証人として警察署に赴いた珠子の迎えに行った場面と写真でのみ登場している。長男の月彦をはじめ3人（2男1女）の子を儲け、戦時中は夕月の故郷、岩手へ疎開した。
立花 夕月（たちばな ゆづき）
声 - 会沢紗弥
明治41年12月31日生まれ。身ノ長四尺七寸→四尺八寸弱（141センチメートルくらい→143センチメートル）珠彦の嫁（世話係）として志磨家に1万円（読み切り版、本誌第1話では20万円）で買われた少女岩手県遠野出身（広義なのか当時の狭義である遠野町かは不明）。14歳（第2話時点） 珠彦、綾、両親からの愛称は「ユヅ」（世話係に宛てがわれた珠央も一時呼んでいた）。白鳥兄妹にはユヅちゃん、村の子供たちにはユヅ姉ちゃんと呼ばれる。珠彦のことは様付け（結婚後は珠彦からの提案でさん付けにしている）で呼び、他人に対しては基本的にさん付けで呼んでおり（例外としてことり（ちゃん付け）や綾太郎、太、仁太郎（共に君付け）がいる）、両親以外の他人にも丁寧な口調で話す（後に義妹となる珠子、親友の美鳥や息子の月彦などに対しても例外ではない）。まだ産まれる前、赤ちゃんだった姉を病気（鼠咬症）で亡くしている。後に夕弥（ゆうや）という弟が生まれるがその前にも母が妊娠中に死産している。
性格は基本的に天真爛漫 で家事全般が得意。そのためか珠彦からは父、珠義との対比で“菩薩”や“春の嵐”と称されることもある。また、考えるより先に行動に移す性質があり、その行動の重大さに後々になって赤面することが多々ある。 出会った直後から珠彦の優しさや彼が辛い境遇にあることに気付き、献身的に尽くすことを決めるが、共に過ごす内に本心から想いを寄せるようになる 。
ひどい癖毛 と、身長に反して大きな胸が悩みの種。髪はお団子と三つ編みにし、胸はサラシで潰すことで隠している。珠子と出会った際には低身長を気にする様子も見せた。
関東大震災の二次災害から身重の美鳥を庇って意識不明になった際、意識の底では珠彦と出会ってからの日々を思い返しており、気恥ずかしさから自身の想いを伝えられなかったことを後悔していた。目覚めてすぐ眼前に珠彦の顔があった際は、声を上げて泣きながら想いを伝えている。珠彦との結婚後は神戸で喫茶店のウエイトレスとして働いており、勤務後に立ち寄った珠彦と一緒に帰宅している。
作中、家事をしながら「青い眼の人形（大正10年）」、「靴が鳴る（大正8年）」の2曲を歌っている歌姫として話題になったことりに夢中になっていることと併せて、年頃の少女らしさを表す貴重な一面となっている。また、特別編「春ノ夜 星ノ界」では、曲名を思い出せない珠彦の鼻歌からそれが「星の界（明治43年）」 だと気付いた。
女学校時代から周囲よりも家事の能力が高く、友人から料理や裁縫の腕前を賞賛されている。親友である美鳥とは女学校をやめた後も文通を続ける仲。
読切版では設定に若干の違いが見られる。胸は連載版ほど大きくないためサラシで潰しておらず、口調は連載版よりもお嬢様っぽさを感じさせるもので、少し下世話な娘に描かれている。この下世話な姿勢は好色な両親の影響によるもので、珠彦を度々うろたえさせて手玉に取るが、結婚するまで貞操を守ろうとする姿勢は連載版と同じ。
『昭和オトメ御伽話』では、家事を覚えたいという常世に珠子が紹介する形で登場。日頃から年頃の娘に花嫁修業をつけており、常世とリゼの先生になる。戦時中は故郷の岩手へ疎開し、現地で娘、珠実を産む。

#### 志磨家
志磨 珠子（しま たまこ）
（志磨珠子 → 曲直部珠子 → 白鳥珠子）
声 - 宮本侑芽
明治44年2月1日生まれ。身ノ長五尺五寸（165センチメートルくらい)。高等女学校に通う優秀な妹（第五子（末っ子）次女）。他の兄弟と違い、珠彦とは両親を同じくする兄妹（珠樹・珠代とは母親が、珠央とは父親が違うため）。12歳（第7話時点)ながら高身長で、夕月よりも遥かに大人びた美貌を持つ。久しぶりに会った珠彦だけでなく、初対面の夕月にも悪態をつきまくるが、これは家族や周囲からの心ない扱いに耐えるための処世術。内心では愛に飢えており、寂しがっている歳相応の少女である。
兄同様に夕月と出会ったことで本来の心優しい性格へと戻り、彼女を「ユヅ姉様」と敬愛するようになる。珠彦に対する態度も、「自分は兄に嫌われている」という誤解が解けたことで急速に軟化していき、ツンデレを経て最終的にはブラコンの域に到達する。
駅から珠彦の家（志磨家の別荘）までの何十町もの距離を移動する際、大量の荷物を運んでくれた男3人に謝礼として1人10円 ずつ渡すなど、当初はお嬢様らしく世間知らずだった。
過労で倒れた夕月の看病を切っ掛けに医者になることを目指し、神戸で医者を生業とする叔父・珠介の元へ向かう。その後、被災した夕月を探しに東京を訪れた珠彦と再会し、しばらく行動を共にする。後に、珠彦が志磨家と縁を切ったことを切っ掛けに珠介の養子となる。
『昭和オトメ御伽話』では20歳。身長は五尺五寸強（166センチメートル）。前作までのお嬢様口調は取れており、（殆どは目下の仁太郎や常世、リゼに対してではあるが）普通の口調となっている。珠代の養子となった仁太郎から見ると義理叔母にあたるが、彼からは“珠ちゃん”と呼ばれる。川で溺れた常世を助けたことで仁太郎と常世に出会い、2人のよき姉貴分として面倒を見ることになる。後に策と結婚し、有馬で診療所を開く。
志磨キネマを訪れた際に初めて仁太郎が志磨家の人間だと気付き、彼の養母が珠代であることも知らなかったなど、志磨家との関係を完全に断っていることが窺える。
志磨 珠義（しま たまよし）
声 - 咲野俊介
志磨家の当主、珠彦の父。七人兄弟の長男。渋谷に邸宅を構える。独特のくずし字を使う。この世は金が全てだと考えており、「子は三界の首枷」と言い放つなど自分の子供すら道具としか思っていない他、自分の親ですら追放したと言及されている。「他人は使うものだ。他人のために生きるな」とも語り、その所業は羅刹と称され、志磨家が“羅刹の一族”と呼ばれるようになった原因となっている。
利き手が不自由になった珠彦を利用価値なしと判断して別荘に追いやっただけでなく、珠樹と珠代の縁談に利用するため死んだ扱いとした。
貧しい家の生まれで、幼い頃はその日の食事にも困るほどだったが、幼馴染の雪からの差し入れで難を逃れていた。彼女とは相思相愛だったが、彼女が大店の後添いとして嫁がされたことで、現在の考えに至っている。
『昭和オトメ御伽話』では昭和3年の時点で既に亡くなっていることが判明する。
志磨 珠樹（しま たまき）
声 - 今井文也
明治34年1月11日生まれ。志磨家の長男（第一子）。珠彦の5歳上で腹違いの兄。身ノ長 六尺一寸（183cm） 。
“父の犬”と称される程に父に従順であり、珠彦からの高校入学希望の手紙を父に届く前に自らの元に何通も留めていた。震災で全身に包帯を巻く重傷を負い、療養中だったが間もなく死亡する。享年24。
志磨 珠代（しま たまよ）
声 - 喜多村英梨
明治36年4月13日生まれ。志磨家の長女（第二子）。珠彦の2歳上で腹違いの姉。身ノ長五尺五寸強（166cm）。弟妹である珠彦、珠子をちゃん付けで呼ぶ（珠央に関しては本編では不明）。第1話の珠彦の回想では気が強く父の遺産配分を気にするような性格だったが、実際に登場した22話では上品でおっとりとした物腰ながらも、身内の不幸や町の被災を嘲笑う冷血な性格となっている。また13歳の頃、6歳の珠子と遊ぶ振りをして芋虫の“活け造り”をさせ、失禁した様を見て楽しむという狂気的な一面もある。
表には出さないがファーザー・コンプレックスを抱いており、次期当主として父が目を掛ける珠樹や珠彦を邪魔者と感じていた。そのため、療養中の珠樹を密かに毒殺し、夕月を利用して珠彦が志磨家から離れるように仕向けることで、最終的に父が自分だけを頼りにする状況を作り上げている。
『昭和オトメ御伽話』では25歳。亡くなった父の跡を継いで志磨財閥の当主になっており、警察沙汰を起こした仁太郎を養子として迎え入れる。
仁太郎に召使いとして誠二という12歳の少年を付けると、しばらくは穏やかに暮らしていた。しかし、仁太郎が書いた常世への手紙を持っていた誠二を殺害すると、常世の殺害を示唆して仁太郎が自身にナイフを向けるように仕向け、自らナイフに刺さり彼にトラウマを植え付けることで、仁太郎のことを“お腹を痛めて生んだ子供”として縛り付ける。
実は13歳の頃に子供を産めない体になっており、当時は何とも思っていなかったが、仁太郎を養子にしたことで「子供が欲しかった」という本心に気付くことになった。仁太郎が持つナイフに自ら刺さって以降は「仁太郎の為なら何でもできる」という歪んだ母性に目覚め、悪友を排除したり童貞を奪いカメラで撮影するなどの所業を行っている。自身を父と同じ羅刹であると認識しており、仁太郎を失うことになってもその心が変わることはなかった。
志磨キネマに放火した件で逮捕された後、裁判を目前にした昭和7年12月に、人知れず患っていた結核により大量の血を吐いて亡くなる。。
志磨 珠央（しま たまお）
（志磨珠央 → 曲直部珠央）
声 - 山谷祥生
明治41年8月10日生まれ。志磨家の三男（第四子）。珠彦の弟。身ノ長五尺六寸強（169cm）一人称は俺（珠彦と再会時に猫をかぶっていた時は僕）。母親は珠彦や珠子と同じだが実の父は珠介であり、きょうだいの中で唯一珠義と血の繋がりはない。この事実を事前に母から知らされていたため母以外に心を許しておらず、交通事故で1人生き残った珠彦には罵声を浴びせていた。。
珠彦のお下がりとして夕月を宛がわれるも興味はなく、彼女を利用して珠彦が絶望する様を楽しむつもりだったが、自らの命も厭わない珠彦の凄みに怖気づき、敗北を認める。その後、珠義とやり取りをする彼の背中を見て考えを改めると、珠介と会う覚悟を決める。後に珠介の養子になる。
『昭和オトメ御伽話』では第5話に1コマだけ登場する。また、狂言自殺を行った仁太郎達を川から助ける役目の人物は珠央と思しき後姿で描かれている。後に出征するが、無事に帰還した模様。
曲直部 珠介（まなべ たますけ）
声 - 羽多野渉
珠義の弟であり、珠彦の叔父。七人兄弟の末弟。39歳。身ノ長五尺八寸強（175cmほど）一人称は僕。神戸在住で病院をやっている外科医で、志磨家から離れるため入り婿となった。珠子が世話になっている人物で、珠義とは正反対の人格者。
過去に透子という女性と付き合っていたが珠義に奪われており、彼女が珠彦、珠子、珠央の母親である。珠彦が幼い頃に彼女と一度だけ再会したことで珠央が生まれることになったが、珠央と会うまでそのことを知らずにいた。
珠彦や透子の手術の執刀医を担当しており、厭世家となった当初の珠彦を知っているため、震災の際に再会した時にはその変貌ぶりに驚く。
不妊の妻・十和子の提案で珠子を養子にした後、自分の子だと知った珠央も養子として迎え入れる。
アニメでは珠彦とは登場前から暑中見舞い等で連絡をとっておりまた、学費の援助は彼がしている。

#### その他の人物
渥美 綾（あつみ りょう）
声 - 安済知佳
明治38年7月17日生まれ。身ノ長五尺強（151cmくらい）。一人称はアタシ。18歳（第11話時点。珠彦と同い年）。珠彦の家の近くにある村（上遠野村）の外れに住んでいるが、母親は男を作って家を出ており、酒浸りの父親や弟3人と暮らしている。夕月から「あんなキレイな人」と嫉妬され、ことりからモデル業を勧められるほどの美貌。珠彦のことを親族以外では珍しく呼び捨てで呼ぶ。3人の弟の母親代わりで、得意料理は太巻き。
第10話で登場し、金で買われた夕月が幸せそうに暮らすのが気に入らず2人の間を裂こうとするが、夕月と直接対峙したことで彼女を気に入り考えを変える。また、彼女を妬んだ理由として、かつて自身も父親の差し金により金で買われて純潔を奪われかけた体験 が起因していたことを夕月に明かし改めて謝罪した。2人との交流を経て心を通わせていき、最終的に珠彦の良き友達、夕月の良き姉貴分となる。
関東大震災の後、東京に奉公に出た弟・綾太郎の安否を確認するため珠彦に同行。一心不乱に夕月を探す彼の姿に本気で惹かれ始めるが、2人の幸せのためを思い、想いは胸に秘め続けた。後に綾太郎の奉公先の若旦那からの熱烈なアプローチを受け入れ、彼と結婚し子供を身篭る。
渥美 綾太郎（あつみ りょうたろう）
声 - 三村ゆうな
綾のすぐ下の弟。尋常小学校卒業後、東京の大店へ奉公に出ることになり村から離れる。珠彦に勉強などを教わり、出発にあたって世話になった珠彦のことを「先生」と呼び慕うようになる。算術が苦手。
美鳥（みどり）
声 - 鈴代紗弓
夕月が女学校に入学して以来の親友。彼女が女学校をやめてからも文通を続けている。第15話で登場し、当時は東京在住。妊娠と結婚、九州行きを報告する手紙を夕月に送ったことで、夕月が東京に行く切っ掛けを作る。
白鳥 ことり（しらとり ことり）
声 - 伊藤彩沙
明治38年7月7日生まれ。身ノ長五尺（150cm 履いているヒールの5cmを含む）女優　白鳥瞳子の娘で幼少期を外国で過ごす。ギターの弾き語りが老若男女問わず人気があり、歌姫と称されるアイドル歌手（自作自演歌手）。明るく竹の割ったような性格。夕月や珠子は格好（ツインテール、ことり自身は長さをアシンメトリーにしている）を真似るほどの大ファン。双子の兄である策や珠彦を君付けで呼ぶ。京都出身であり専ら関西弁で話す。震災後、被災した村を回って即興ライブをしたことが新聞に載り、世間に疎い珠彦も存在を知る。
白鳥 策（しらとり はかる）
声 - 土岐隼一、鈴代紗弓（9歳）
ことりの双子の兄。身ノ長五尺七寸弱（170センチメートルくらい）。眼鏡をかけた陽気な青年で、珠彦が学校へ編入すると同時に第三高等学校より転校してくる。双子の妹、ことりを人前であってもちゃん付けで呼ぶ（本人に対しては呼び捨てとの混合）。珠彦と同じく絵が不得手。
元々ギターを先に始めていたのは策だったが、病に倒れたことでギターを妹に譲り、快復後はブランク（原作では3年、アニメでは7年）を理由に音楽の道を諦めたことで妹と確執が生まれていた。珠彦の初めての友人として彼を助ける一方、策自身も珠彦の言葉で自分を見つめ直すこととなり、妹との確執解消に繋がる。後に珠介の病院を手伝わされたことが切っ掛けとなり、彼に師事して医者を目指すことを決める。
『昭和オトメ御伽話』では見習い医師になっている。ドイツへの留学経験があり、医師・クリストハルトの通訳として常世の診断に立ち会った後、常世と仁太郎の結核に対する誤った知識を訂正した。後に珠子と結婚する。

### 『昭和オトメ御伽話』の登場人物
志磨 仁太郎（しま じんたろう）
（志磨仁太郎 → 黒咲仁太郎）
大正3年9月9日生まれ。身ノ丈六尺（180センチメートルくらい）。少年期から両親からの愛情を受けずに育ってきた。後頭部が逆立っている。南瓜と梅干しが苦手。14歳（第1話）→17歳（第5話時点）。
昭和3年の時点では、神戸にある自宅で孤独に暮らす少年。両親はほとんど自宅におらず、彼らの夫婦仲も冷め切った状態。祖父である志磨義心（しま ぎしん）とは仲が良かったが、既に亡くなっている。常世とは物心ついた頃からの幼馴染で、継母からの仕打ちを受けた後はカラタチの側で泣く彼女に「からたち姫」の二つ名を付けている。
ある日、継母によるイジメから常世を救うため、刀を持って継母を襲撃して常世と共に逃亡したが警察に捕まってしまい、両親から見放され遠縁である志磨珠代の養子となる。しばらくは東京で平穏な生活を送っていたものの、常世へ送る手紙を召使いである誠二に託したことで、常世への想いを邪魔と感じた珠代が誠二を殺害してしまう。常世の殺害を示唆する珠代に対し、結果的に重傷を負わせてしまったことがトラウマとなり、珠代の言葉によって自身を羅刹だと思い込む。
珠代に引き取られてから3年後、第三高等学校（現在の京都大学）への入学や亡くなった実の母の弔いを口実に生まれ育った神戸を訪れるが、本心では再び誰かを傷つけてしまうことを恐れ、遠からず死ぬつもりでいた。しかし、不幸なままの常世の姿を見て黙っていることができず、彼女を助けるため結果的に同棲を始めたことで心変わりをするに至り、彼女と共に生きていくことを決意する。やがて珠代に常世との関係が引き裂かれる危機に瀕するが、一か八かの狂言自殺を成功させて珠代からの逃亡を果たした。その後は有馬に移住し、籍は入れていないものの常世と同じ黒咲姓を名乗っている（後に昭和9年の常世の誕生日に結婚式を挙げる）。
幼い頃から関西弁を話し、東京で3年間過ごした後もそれは変わらない。神戸に戻ってきてからはかつての自宅に戻らず祖父から相続した志磨キネマを住居にしている他、リゼの父親が経営する外国人向けの薬局や船の積荷の運搬、家庭教師などのバイトを掛け持ちして生計を立てている。リゼの父親から金銭を貸し与えられたが、一切手を付けずそのまま返していた。
志磨の血筋の影響で恵まれた体躯を持っており、後に徴兵検査を受けた際は余裕で甲種合格 となり、昭和10年から兵役に服する。当初は2年の予定だったが、最終的に5年まで延びた後で音信不通の状態になり、昭和17年に戦死の判断が下された。しかし、実際には負傷により左腕と左目を失いながらも生き延びており、昭和21年になって常世のもとへと帰還する。
黒咲 常世（くろさき とこよ）
大正5年11月11日生まれ。身ノ丈四尺九寸（147センチメートルくらい）。仁太郎の2歳年下で、彼を「仁太ちゃん」と呼び慕う。
継母に虐げられる辛い日々の中で仁太郎の存在だけが心の支えになっており、強く恋焦がれている。3年ぶりに仁太郎と再会した際、当初は悪魔と感じるほどの変わり様を見て悲しむが、同時に「悪魔に負けないほど強くなる」と意気込むなど、その想いの強さは並大抵の物ではない。
髪は当初、腰ほどまで伸びた長髪だったが、仁太郎から東京での話を聞かされた翌日に、決意表明として肩にかからないほどの長さまで切ってしまう。
ふとした切っ掛けで仁太郎と仲睦まじく暮らす妄想に耽る癖がある。襷掛けもできないほど不器用で家事も苦手だったが、夕月のもとで花嫁修業を始めて以降は順調に上達し、3か月ほどで免許皆伝となる。
実の母親は9歳の頃に結核で亡くなっており、後に自身も結核を患う事になる。闘病生活を送るうち悲観的になっていき、日常的に自殺を考え、自殺未遂を起こすようにもなるが、仁太郎の「一緒に生きたい」という想いを知って思い留まる。彼が戦死したと知らされた際には再び自殺を図るが、仁太郎の事前の策によって阻止されたことで1人でも生きていく覚悟を決めた。仁太郎の帰還後に結核は完治し、やがて彼との子供を妊娠する。
リーゼロッテ・メッゲンドルファー（Liselotte Meggendorfer）
1916年（大正5年）12月25日生まれ。身長149センチメートル。愛称は「リゼ」。仁太郎を「ジンタ」と呼び慕う。
ドイツの会社の社長令嬢だが、日本生まれの日本育ちで、日本語しか話せない。お姫様のように育てられたため世間知らずで子供っぽい性格だが、純真無垢で裏表がない。
東京にいた頃に出会った仁太郎を理想の王子様と感じて心惹かれ、神戸に付いて来て以降も何かと付き纏っている。常世には仁太郎を巡る恋のライバルとして容赦しない姿勢を見せるが、仁太郎が悲しむことはしないと決めている。
常世の花嫁修業が始まって間もなく自身も参加するようになり、洋裁に関しては夕月も驚くほどの上達を見せる。
立花 月彦（たちばな つきひこ）
昭和2年9月1日生まれ。身ノ丈三尺七寸（110センチメートルくらい）。4歳（第15話時点）→5歳（第30話時点）。珠彦と夕月の長男（父の珠彦とは誕生日が同じである）。珠代の養子となった仁太郎とは義従兄弟の間柄になる。
外見は父親似（夕月譲りの頭頂部の癖毛が特徴的、成長後の最終回においては珠彦と瓜二つであるが目つきは優しい）だが性格は母親似のしっかり者で、子供っぽいとはいえ11歳年上のリゼを妹扱いし、両親を父様母様呼びする。有馬温泉ではリゼが迷わないよう地元の人間に道を尋ね、彼女を道案内するほど大人びている。後に春希（はるき）という弟ができた後、疎開先の岩手でも珠実（たまみ）という妹ができる。
千年（ちとせ）
大正13年5月5日生まれ。身ノ丈四尺弱（117センチメートル）。7歳（第26話時点）。
温泉街で常世が働く旅館の跡取りで、幼いながらも若女将として働いている。霊感が強い。
律（りつ）
大正5年6月9日生まれ。身ノ丈五尺弱（149センチメートル）。
温泉街にある神社の娘。父親以外の男性を毛嫌いしている。常世に対して恋愛感情を抱いている節がある。
常世の継母
日常的に常世を虐げ、暴力を振るうことも厭わない。夫の前では猫を被っており、常世よりも信用されている。
実子である雄一（ゆういち）を溺愛しており、常世のことは金持ちに売り飛ばすための商品としか思っていない。

## 書誌情報

### 漫画
- 桐丘さな 『大正処女御伽話』 集英社〈ジャンプ・コミックス〉、全5巻
  1. 2016年2月9日発行（2月4日発売[集 1]）、ISBN 978-4-08-880593-1
  2. 2016年6月8日発行（6月3日発売[集 2]）、ISBN 978-4-08-880725-6
  3. 2016年12月7日発行（12月2日発売[集 3]）、ISBN 978-4-08-880833-8
  4. 2017年5月7日発行（5月2日発売[集 4]）、ISBN 978-4-08-881081-2
  5. 2017年10月9日発行（10月4日発売[集 5]）、ISBN 978-4-08-881160-4
- 桐丘さな 『昭和オトメ御伽話』 集英社〈ジャンプ・コミックス〉、全5巻
  1. 2019年1月9日発行（1月4日発売[集 6]）、ISBN 978-4-08-881706-4
  2. 2019年5月7日発行（5月2日発売[集 7]）、ISBN 978-4-08-881819-1
  3. 2019年10月9日発行（10月4日発売[集 8]）、ISBN 978-4-08-882121-4
  4. 2020年3月9日発行（3月4日発売[集 9]）、ISBN 978-4-08-882242-6
  5. 2020年7月7日発行（7月3日発売[集 10]）、ISBN 978-4-08-882399-7
- 桐丘さな 『大正処女御伽話-厭世家ノ食卓-』 集英社〈ジャンプ・コミックス〉、全2巻
  1. 2021年10月9日発行（10月4日発売[集 11]）、ISBN 978-4-08-882807-7
  2. 2022年3月9日発行（3月4日発売[集 12]）、ISBN 978-4-08-882882-4

### 小説
- 桐丘さな、はむばね 『大正処女御伽話 共ニ歩ム春夏秋冬』 集英社〈JUMP j BOOKS〉、2021年10月4日発売[集 13]）、ISBN 978-4-08-703516-2

## 読切版
- 大正処女御伽話[注 32]（第1話、第2話） - 『ジャンプSQ.19』Vol.18掲載。
  - 大筋は連載版の第1話、第2話と同じだが、夕月の設定など細部が異なっている。
  - 2021年10月現在、単行本には収録されていない。

## 番外編・特別編

### 大正処女御伽話
- 番外編 - 『ジャンプSQ.CROWN』2016年SUMMER掲載。コミック第1巻に収録。
  - 大正10年始めに、夕月が女学校をやめることを友人に告げる短編。
- 春ノ夜 星ノ界（ハルノヨ ホシノヨ） - 『ヤングジャンプ』2016年20号掲載。コミック第2巻に「特別編」と冠して収録。
  - 作中に大正11年3月とあり、第4話と第5話の間、もしくは第6話と第7話の間に位置すると推測される短編。
    - 本編で判明する詳細な前後の時間軸は、第4話が大正11年1月中頃で珠彦が別荘に来て約2か月（表記自体は第3話にあるが、それと同日の話である）、第5話と第6話は3日間の話で大正11年のみの表記ながら春の訪れを感じる描写があり、第7話が大正11年始夏で夕月と暮らし始めて半年以上。

  - あらすじとしては、落ち込む珠彦を夕月が歌で慰めるというもの。作中には「春の小川（明治45年/大正元年）」と「めえめえ児山羊（大正10年）」、そして「星の界」[注 19]を歌うシーンが描かれている。
- 春ノ嵐ト黒百合 - 『ジャンプSQ.CROWN』2016年SUMMER掲載。コミック第3巻に「特別編」と冠して収録。
  - 第8話と第9話の間に位置する短編だが、本筋は7話で描かれなかった部分の回想。珠子が夕月への態度を変えることになった詳細が描かれている。
- 珠彦先生2 - 『ジャンプSQ.CROWN』2017年WINTER掲載。コミック第5巻に「番外編」と冠して収録。
  - 第14話「珠彦先生」で夕月が発言した“自転車の先生をしてほしい”が実現した短編。
  - 目次と扉絵には「番外編」とあるのだが、最後のページには「特別編（完）」と表記されている。

### 昭和オトメ御伽話
- 雨音ニ消ユル真実 - コミック第2巻に「番外編」と冠して収録。
- 幼キ道行 - コミック第2巻に「特別編」と冠して収録。
- 踏マレタ草ニモ花ハ咲ク - コミック第3巻に「番外編」と冠して収録。
- 思ヒ出ノ志摩キネマ - コミック第3巻に「番外編」と冠して収録。
- サザンカハ知ラナイ - コミック第3巻に「特別編」と冠して収録。
- 有馬、星空ノ夜 - コミック第4巻に「特別編」と冠して収録。

## テレビアニメ
『大正オトメ御伽話』（タイシャウオトメおとぎばなし）のタイトルで、2021年10月から12月までテレビ東京ほかにて放送された。ナレーションは大林隆介。

### スタッフ
- 原作 - 桐丘さな[3]
- 監督 - 羽鳥潤[3]
- シリーズ構成・脚本 - 福田裕子[3]
- キャラクターデザイン - 渡辺まゆみ[3]
- プロップデザイン - 甲藤円
- 美術監督 - 松本浩樹[7]
- 美術設定 - 松本浩樹、平義樹弥（第5話-）
- 色彩設計 - 瀬戸治子[7]
- 撮影監督 - 坪内弘樹[7]
- 編集 - 村井秀明[7]
- 音響監督 - 郷文裕貴[7]
- 音楽 - 高梨康治[7]
- 音楽プロデューサー - 三輪靖史、渡部祐樹
- 音楽制作 - ポニーキャニオン[7]
- プロデューサー - 伊藤裕史、渡部祐樹、山田唯莉子、西前朱加、鹿志村絵美、大和田智之
- アニメーションプロデューサー - 三浦俊一郎、藤原和博
- アニメーション制作 - SynergySP[3]
- 製作 - 大正オトメ御伽話製作委員会

### 主題歌
「オトメの心得」
GARNiDELiAによるオープニングテーマ。作詞はメイリア、作曲・編曲はtoku。
「真心に奏」
土岐隼一によるエンディングテーマ。作詞はRUCCA、作曲は森本練、編曲はクラムボンのミト。
「月夜ノコトリ」
白鳥ことり（伊藤彩沙）による第8話挿入歌。作詞は桐丘さなとFunta7、作曲・編曲は鈴木暁也。
「戀ノ歌」
白鳥ことり（伊藤彩沙）による第9話挿入歌および最終話エンディングテーマ。作詞は桐丘さなとFunta7、作曲・編曲はFunta7。

### 各話リスト
| 話数   | サブタイトル         | 絵コンテ | 演出                  | 作画監督                                 | 総作画監督                       | 初放送日       |
| ------ | -------------------- | -------- | --------------------- | ---------------------------------------- | -------------------------------- | -------------- |
| 第1話  | 夕月 来タル          | 羽鳥潤   | 鈴木孝聡              | 萩原しょう子 槙田一章                    | 渡辺まゆみ                       | 2021年 10月9日 |
| 第2話  | 珠彦 死ス            | 杉島邦久 | 奥村よしあき          | 田辺謙司                                 | 田辺謙司                         | 10月16日       |
| 第3話  | 黒百合ノ娘           | 羽鳥潤   | 熊野千尋              | 服部ますみ 桜井このみ 和田祐二           | 渡辺まゆみ 萩原しょう子 槙田一章 | 10月23日       |
| 第4話  | 幸セハ月明カリノ下ニ | 杉島邦久 | 鈴木孝聡              | 萩原しょう子 槙田一章 吉田肇             | 渡辺まゆみ                       | 10月30日       |
| 第5話  | 九月一日             | 大嶋博之 | 奥村よしあき 斉藤秀二 | 岸智恵美 根津壮志                        | 田辺謙司                         | 11月6日        |
| 第6話  | 悪イ娘               | 杉島邦久 | 平田政宗              | 大豆一博                                 | 渡辺まゆみ 萩原しょう子          | 11月13日       |
| 第7話  | 珠彦先生             | 西田健一 | 熊野千尋              | 和田祐二 桜井このみ                      | 渡辺まゆみ 槙田一章              | 11月20日       |
| 第8話  | 珠彦 学校ヘ          | 羽鳥潤   | 鈴木孝聡              | 加藤愛 寺口祐輔 岸智恵美 根津壮志        | 田辺謙司                         | 11月27日       |
| 第9話  | 策トコトリ           | 杉島邦久 | 斉藤秀二              | 今野幸一 荒牧園美                        | 渡辺まゆみ 槙田一章              | 12月4日        |
| 第10話 | 夕月 東京ヘ行ク      | 西田健一 | 西田健一              | 島崎知美 萩原しょう子 甲藤円 吉田肇 周健 | 渡辺まゆみ 槙田一章              | 12月11日       |
| 第11話 | 夕月ヲ求メテ         | 杉島邦久 | 平田政宗              | 大豆一博                                 | 渡辺まゆみ 槙田一章              | 12月18日       |
| 第12話 | 春ノ嵐               | 羽鳥潤   | 鈴木孝聡              | 今野幸一 荒牧園美 島崎知美 吉田肇        | 渡辺まゆみ 萩原しょう子 槙田一章 | 12月25日       |

### 放送局
| 放送期間                                                                                          | 放送時間                     | 放送局       | 対象地域   | 備考                                          |
| ------------------------------------------------------------------------------------------------- | ---------------------------- | ------------ | ---------- | --------------------------------------------- |
| 2021年10月9日 - 12月25日                                                                          | 土曜 1:53 - 2:23（金曜深夜） | テレビ東京   | 関東広域圏 | 製作参加                                      |
|                                                                                                   | 土曜 2:10 - 2:40（金曜深夜） | テレビ大阪   | 大阪府     |                                               |
|                                                                                                   | 土曜 21:00 - 21:30           | AT-X         | 日本全域   | 製作参加 / CS放送 字幕放送 / リピート放送あり |
|                                                                                                   | 土曜 22:00 - 22:30           | BS11         | 日本全域   | 製作参加 / BS放送 / 『ANIME+』枠              |
| 2021年11月5日 - 2022年1月28日                                                                     | 金曜 0:35 - 1:05（木曜深夜） | テレビ和歌山 | 和歌山県   | [ 23 ]                                        |
| テレビ和歌山以外の放送局では、本放送前週に特別番組『大正オトメ御伽話 アニメ前日譚』が放送された。 |                              |              |            |                                               |

| 配信開始日                                                                                  | 配信時間                     | 配信サイト |
| ------------------------------------------------------------------------------------------- | ---------------------------- | --- |
| 2021年10月9日                                                                               | 土曜 2:53（金曜深夜） 更新   | ABEMAビデオ（ABEMAプレミアム会員限定） |
|                                                                                             | 土曜 2:53 - 3:23（金曜深夜） | ABEMA |
| 2021年10月13日                                                                              | 水曜 0:00（火曜深夜） 更新   | アニメカ Paravi Amazon Prime Video バンダイチャンネル TELASA dTV dアニメストア Hulu ひかりTV U-NEXT アニメ放題 FOD ニコニコチャンネル [ 27 ] TSUTAYA TV Rakuten TV ビデオマーケット GYAO! GYAO!ストア DMM.com |
|                                                                                             | 水曜 0:00 - 0:30（火曜深夜） | ニコニコ生放送 |
| YouTubeでは、同年10月2日20時に前述の特別番組の未公開部分を含めた「YouTube版」が配信された。 |                              | |

| テレビ東京 土曜 1:53 - 2:23（金曜深夜）                        | テレビ東京 土曜 1:53 - 2:23（金曜深夜） | テレビ東京 土曜 1:53 - 2:23（金曜深夜）                                                                |
| 前番組                                                         | 番組名                                  | 次番組                                                                                                 |
| -------------------------------------------------------------- | --------------------------------------- | --- |
| ガイド（1:53 - 2:00）流派-R since2001（2:00 - 2:30、音楽番組） | 大正オトメ御伽話                        | テレ東卓球塾はじめます - ※同番組よりスポーツ番組 - 同番組開始までの間は「シンニュウ!見取り図」を放送。 |

### BD / DVD
| 巻 | 発売日       | 収録話         | 規格品番   | 規格品番   |
| 巻 | 発売日       | 収録話         | BD         | DVD        |
| -- | ------------ | -------------- | ---------- | ---------- |
| 上 | 2022年1月5日 | 第1話 - 第6話  | PCXG-50783 | PCBG-53498 |
| 下 | 2022年2月2日 | 第7話 - 第12話 | PCXG-50784 | PCBG-53499 |

### Webラジオ
志磨珠彦役の小林裕介と立花夕月役の会沢紗弥によるWebラジオ『大正オトメ御伽ラヂオ』が、2021年10月6日より音泉にて毎週水曜昼ごろに配信。また、YouTubeぽにきゃんチャンネルでも同日より毎週水曜19時ごろにアーカイブ配信。

### 関連番組
いずれもYouTubeぽにきゃんチャンネルにて期間限定で配信。
出演声優によるフリートーク番組『大正オトメ御伽話 アフレコアフタートーク』が、2021年10月11日より毎週月曜19時に更新。
シリーズ構成の福田裕子脚本によるオーディオドラマ『大正オトメ御伽話-コボレバナシ-』が、同年10月12日より毎週火曜19時に更新。